# Yeşilyazı, Bafra
Yeşilyazı là một xã thuộc huyện Bafra, tỉnh Samsun, Thổ Nhĩ Kỳ. Dân số thời điểm năm 2010 là 1.233 người.